# Lejeunea wattsiana
Lejeunea wattsiana là một loài Rêu trong họ Lejeuneaceae. Loài này được (Stephani) H.A. Mill., Bonner & Bischl. mô tả khoa học đầu tiên năm 1967.